# Ragazzi perduti
Ragazzi perduti (The Lost Boys) è un film del 1987 diretto da Joel Schumacher.
Il titolo è un riferimento a Peter Pan di J. M. Barrie.

## Trama
Nella piccola città Californiana di Santa Carla, i fratelli Emerson sono i nuovi arrivati, trasferitisi nella casa del nonno. Lucy, la madre, ha recentemente divorziato dal loro padre, ed è ora in cerca di tranquillità e di un uomo che la possa consolare: trova così Max, il gestore di una videoteca sulla spiaggia, il quale la invita a cena. Durante la loro prima sera di permanenza, i fratelli Emerson vanno alla spiaggia, dove Michael, il più grande, incontra Stella, una ragazza della quale si innamora. Sammy, invece, il più piccolo, entra in una fumetteria e incontra i fratelli Ranocchi: i due gli rivelano che Santa Carla è una città macchiata continuamente di omicidi, dovuti alla forte presenza di vampiri. Per questo, i due fratelli lo dissuadono dal comprare fumetti come Superman o Batman e lo convincono ad acquistare un Vampiri: come combatterli, che definiscono un manuale di sopravvivenza.
Intanto, Michael scopre che Stella fa parte di una banda di motociclisti, visti con timore dagli abitanti della città. Noncurante, torna a casa insieme a Sam.
La sera dopo Sam torna alla fumetteria, dove acquista il fumetto consigliatogli dai fratelli. Nel frattempo, Michael, determinato a stare con Stella per quella notte, si unisce alla banda di motociclisti, capeggiata da David. I ragazzi lo incitano a prender parte a una gara il cui premio sarà Stella. Michael accetta, sino a quando non scopre che la banda di ragazzi tende a fare cose fuori del comune, e che non avrebbe esitato a ucciderlo pur di farlo perdere. Nonostante ciò, i ragazzi lo accolgono nel loro nascondiglio, una caverna sotto il livello del mare, dove gli fanno bere del sangue e lo iniziano al vampirismo. Michael si sente confuso: pensa di avere delle allucinazioni quando vede che la banda di ragazzi si getta dalle rotaie della ferrovia verso il vuoto e riesce a sopravvivere.
Comprende di non avere a che fare con persone normali, ma si lascia trasportare dal gruppo di famelici vampiri. Si sveglia il giorno dopo a casa, stanco, assonnato e disturbato dalla luce del sole. Sam, che ha letto il fumetto dei Ranocchi, inizia a notare qualcosa di strano nel fratello. Contatta i suoi amici, che comprendono che la trasformazione sta per avvenire: si dovranno affrettare a ucciderlo o a eliminare il capo-vampiro. Il problema principale, però, è individuarlo.
Inizialmente i tre ragazzi sospettano che il vampiro sia Max, e così organizzano una cena per tentare di smascherarlo, ma senza successo.
Così si recano al nascondiglio dei motociclisti per tentare di ucciderli inseguiti da Michael che ne approfitta per salvare Stella.
Dopo aver ucciso uno di loro, Sam e Michael tornano a casa loro insieme a Stella e ai fratelli Ranocchi, e si preparano ad accogliere i vampiri costruendo dei lancia paletti o riempiendo la vasca da bagno di acqua benedetta e di aglio.
Durante lo scontro Michael diventa un vampiro e si scontra con David in un duello alla pari, mentre Sam, Stella e i fratelli Ranocchi distruggono il resto della banda.
Dopo aver ucciso David, Michael rimane comunque un vampiro e quindi si rende conto che non era lui il capo vampiro; in quel momento arrivano Lucy e Max che si stupiscono nel trovare la casa semi-distrutta e l'uomo si trasforma in un vampiro. Max spiega a tutti che era riuscito a superare le prove anti-vampiro dei fratelli poiché era stato invitato a casa loro, e che il suo piano è quello di vampirizzare Lucy e i figli in modo da creare una grande famiglia di vampiri.
Prima di poter mordere Lucy, però, il nonno irrompe nella casa a bordo del furgone e Max viene infilzato dal palo di una staccionata, il che lo uccide. Con la morte del capo vampiro, Michael, Stella e Laddie tornano normali. Il nonno infine va a prendersi una birra e si lamenta della numerosa presenza di vampiri nella zona, rivelando casualmente ai sopravvissuti che il clan di Max non è l'unico.

## Distribuzione
Il film è uscito il 27 luglio 1987 in America e il 19 febbraio del 1988 in Italia, ottenendo un grande successo in tutto il mondo e incassando 32 milioni di dollari (di cui 5,2 milioni solo nel primo weekend) a fronte di un budget di 8,5 milioni.

## Colonna sonora
1. Good Times (INXS e Jimmy Barnes)
2. Lost in the Shadows (Lou Gramm)
3. Don't Let the Sun Go Down on Me (Roger Daltrey)
4. Laying Down the Law (INXS e Jimmy Barnes)
5. People Are Strange (Echo and the Bunnymen)
6. Cry Little Sister (Gerard McMann)
7. Power Play (Eddie and the Tide)
8. I Still Believe (Tim Cappello)
9. Beauty Has Her Way (Mummy Calls)
10. To the Shock of Miss Louise (Thomas Newman)
11. Walk This Way (Aerosmith / Run DMC)
12. Ain't got no Home (Clarence "Frogman" Henry)
13. Groovin' (The Young Rascals)
14. Some Other Day (Danny Gould)
15. Crazy Old Soldier (Troy Seals)

## Riconoscimenti
- 1987 - Saturn Award
  - Miglior film horror

## Sequel
Il film ha avuto due sequel usciti entrambi direct-to-video ed inediti in Italia. Il primo, uscito nel 2008, è intitolato Lost Boys: The Tribe e diretto da P.J. Pesce; il secondo, uscito nel 2010, è intitolato Lost Boys: The Thirst e diretto da Dario Piana.

## Remake
Il film ha avuto un remake sotto forma di cortometraggio realizzato per celebrare il 30º anniversario del film. Il suo titolo è Lost Boys: The New Breed, è uscito nel 2018 ed è stato diretto da Randy Memoli. Nel 2021 è stato annunciato un secondo remake, questa volta un lungometraggio ambientato nel terzo millennio, in produzione da parte della Warner Bros.

## Slogan promozionali
- «Dormire tutto il giorno. Festeggiare tutta la notte. Non invecchiare mai. Non morire mai. È bello essere un vampiro».